# Sciarra Colonna (Condottiere)
Sciarra Colonna (* um 1500; † um 1545) war ein italienischer Condottiere.

Sciarra Colonna

## Leben

Wappen der Familie Colonna

Er war der leibliche Sohn von Fabrizio I. Colonna, Herzog der Marsi. Sein Geburtsort und -datum sind unbekannt. Sciarra war einer der Hauptmänner der Armee Karls V., die gegen Franz I. kämpfte: im Oktober 1525 wurde er aus Parma vertrieben und im Dezember bei Casalmaggiore geschlagen. Im Jahr darauf besetzte er Cremona.
Im Jahre 1527 beteiligte er sich am Sacco di Roma und plünderte Monterotondo, wobei er sich auch die Beute der kaiserlichen Truppen aneignete. Als Giovanni Maria da Varano, Herzog von Camerino, im August starb, unterstützte er seinen Schwager Rodolfo da Varano, den leiblichen Sohn von Giovanni Maria und Ehemann seiner Schwester Beatrice, bei dem Versuch, das Herzogtum an sich zu reißen, und besetzte im September die Stadt. Kurz darauf verriet er Rodolfo und versuchte, selbst Herzog zu werden, indem er um die Hand von Caterina Cybo, der Witwe von Giovanni Maria, anhielt, aber beim Eintreffen der feindlichen Truppen gab er sein Vorhaben auf.
Im Februar 1528 besetzte er als Befehlshaber der kaiserlichen Truppen L’Aquila, wurde aber bald von den Franzosen geschlagen. Nach dem Tod von Vespasiano Colonna, dem Ehemann von Giulia Gonzaga, im März in Paliano, versuchte Sciarra Colonna, sich der Güter seiner einzigen Erbin Isabella, der Ehefrau von Luigi Rodomonte Gonzaga, zu bemächtigen, wurde jedoch von der Miliz Napoleone Orsinis gefangen genommen. Nach einer Intervention von Luigi Gonzaga befreit, wurde er im September 1528 von Karl V. zum Gouverneur von L’Aquila ernannt, aber seine repressive Politik führte im Dezember zu seiner Vertreibung. Mit Unterstützung des Prinzen von Oranien konnte er in die Stadt zurückkehren.
1532 versöhnte er sich mit dem Papst und schloss sich mit Kardinal Ippolito de’ Medici, Loreto, Bologna, Verona und Österreich zu einem Feldzug gegen die Türken zusammen.
1534 wurde er nach Fermo in den Marken gesandt, das von Fraktionskämpfen heimgesucht wurde, um Frieden zu schaffen. Kurz darauf wurde er gezwungen ohne Erfolg nach Ascoli Piceno zurückzukehren.
Die letzten Nachrichten stammen aus dem Jahr 1541, als er seinen Bruder Ascanio im Salzkrieg gegen Papst Paul III. unterstützte.
Sciarra Colonna, der bereits drei leibliche Kinder – Giovanni, Cecilia und Sara – hatte, heiratete Margherita Chigi, die Witwe seines Bruders Camillo, und hatte eine Tochter namens Giovanna.
Der Ort und das Datum seines Todes sind unbekannt.